# Crocidura hilliana
Crocidura hilliana е вид бозайник от семейство Земеровкови (Soricidae).

## Разпространение
Видът е разпространен в Лаос и Тайланд.